# Shanghai Masters 2015
Lo Shanghai Masters 2015 è stato un torneo di tennis giocato sul cemento. È stata la 7ª edizione dello Shanghai Masters, che fa parte della categoria ATP World Tour Masters 1000 nell'ambito dell'ATP World Tour 2015. Il torneo si è giocato al Qizhong Forest Sports City Arena di Shanghai, in Cina, dall'11 al 18 ottobre 2015.

## Partecipanti

### Teste di serie
| Nazionalità | Giocatore          | Ranking* | Testa di serie |
| ----------- | ------------------ | -------- | -------------- |
| Serbia      | Novak Đoković      | 1        | 1              |
| Svizzera    | Roger Federer      | 2        | 2              |
| Regno Unito | Andy Murray        | 3        | 3              |
| Svizzera    | Stan Wawrinka      | 4        | 4              |
| Rep. Ceca   | Tomáš Berdych      | 5        | 5              |
| Giappone    | Kei Nishikori      | 6        | 6              |
| Spagna      | David Ferrer       | 7        | 7              |
| Spagna      | Rafael Nadal       | 8        | 8              |
| Canada      | Milos Raonic       | 9        | 9              |
| Francia     | Gilles Simon       | 10       | 10             |
| Francia     | Richard Gasquet    | 11       | 11             |
| Sudafrica   | Kevin Anderson     | 12       | 12             |
| Stati Uniti | John Isner         | 13       | 13             |
| Croazia     | Marin Čilić        | 14       | 14             |
| Spagna      | Feliciano López    | 15       | 15             |
| Francia     | Jo-Wilfried Tsonga | 16       | 16             |

* Ranking al 5 ottobre 2015.

### Altri partecipanti
I seguenti giocatori hanno ricevuto una wildcard per il tabellone principale:
- Tommy Haas
- Bai Yan
- Wu Di
- Zhang Ze

I seguenti giocatori sono passati dalle qualificazioni:

- Nikoloz Basilašvili
- Simone Bolelli
- Łukasz Kubot
- Andrej Kuznecov
- Albert Ramos Viñolas
- Gō Soeda
- Lu Yen-hsun

I seguenti giocatori sono entrati come Lucky loser:
- Donald Young

## Campioni

### Singolare
Novak Đoković ha sconfitto in finale  Jo-Wilfried Tsonga per 6-2, 6-4.
- È il cinquantasettesimo titolo in carriera per Djokovic, il nono del 2015 e terzo a Shanghai.

### Doppio
Raven Klaasen /  Marcelo Melo hanno sconfitto in finale  Simone Bolelli /  Fabio Fognini per 6-3, 6-3.